# 赵执信墓
赵执信墓，位于山东省淄博市博山区山头镇乐疃村，是中华人民共和国山东省文物保护单位之一。
2006年12月7日，授予山东省文物保护单位，是清朝官员赵执信的墓葬。